# Покровка (Теренкольский район)
Покровка (каз. Покровка) — село в Теренкольском районе Павлодарской области Казахстана. Входит в состав Жанакурлысского сельского округа. Код КАТО — 554847400.

## Население
В 1999 году население села составляло 330 человек (168 мужчин и 162 женщины). По данным переписи 2009 года, в селе проживало 163 человека (86 мужчин и 77 женщин).